# Bang Phlat
Bang Phlat é um dos 50 distritos de Banguecoque, na Tailândia, situado à oeste do Rio Chao Phraya. Conta com uma população de 102 320 habitantes (2009).